# Wilhelm von Hengstenberg

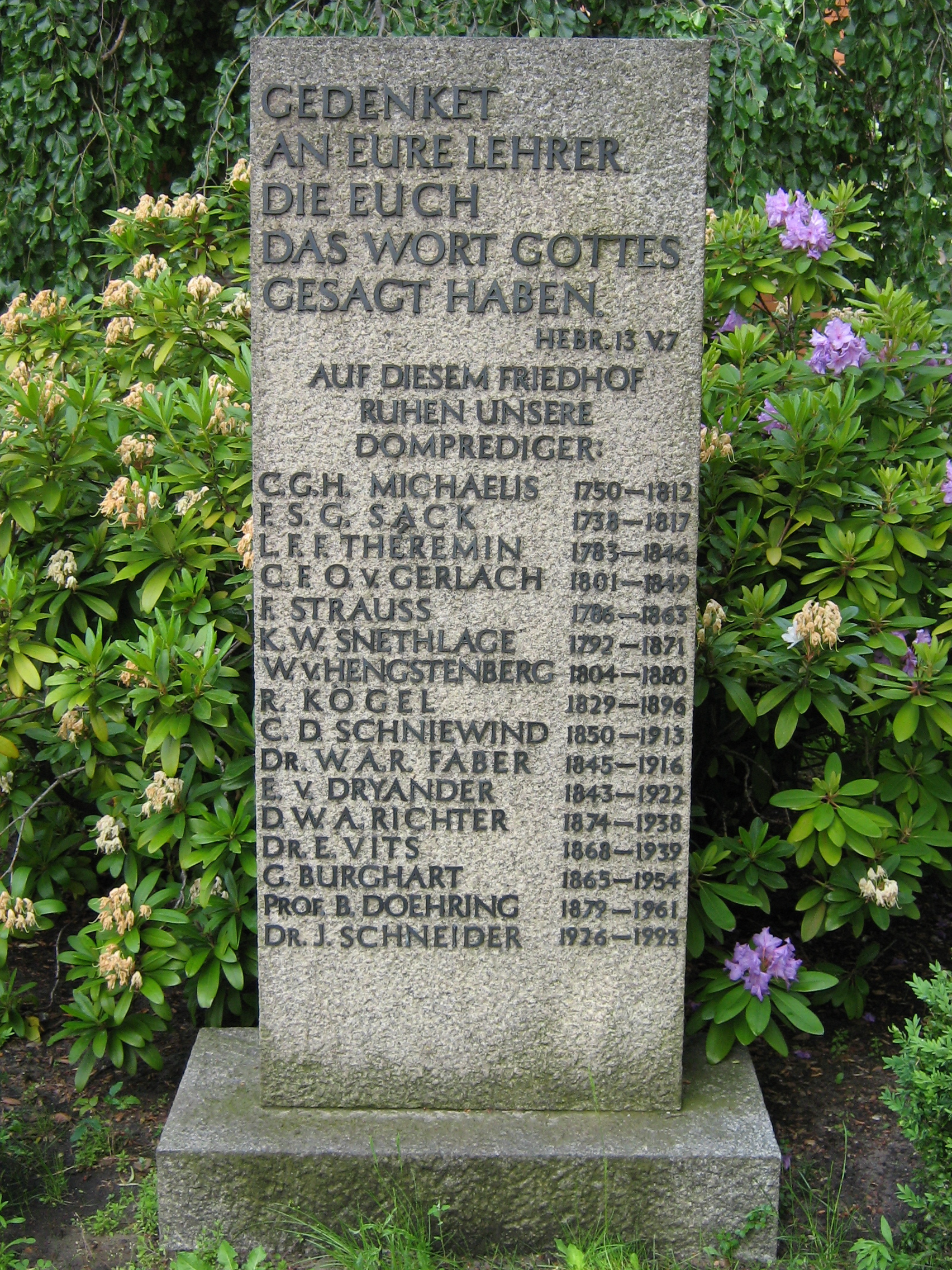
Gedenkstein auf dem Berliner Domfriedhof II

Wilhelm Hengstenberg, seit 1837 von Hengstenberg (* 9. Februar 1804 in Elberfeld; † 25. September 1880 in Berlin), war ein deutscher evangelischer Geistlicher. Zuletzt amtierte er als Oberhofprediger von Kaiser Wilhelm I. am Berliner Dom.

## Leben
Hengstenberg, ein Sohn des Apothekers Heinrich Wilhelm Hengstenberg (1756–1834) und der Anna Wilhelmine, geb. Aders (1763–1843), studierte Evangelische Theologie an den Universitäten Erlangen und Berlin. Anschließend arbeitete er bei dem Prinzen Wilhelm, dem jüngsten Bruder des preußischen Königs Friedrich Wilhelm III., als Erzieher von dessen Söhnen Adalbert und Waldemar. Hier erhielt er den Titel eines Geheimen Hofrats und wurde 1837 in den Adelsstand erhoben. 1838 heiratete er Frieda Freiin von Quadt und Hüchtenbruck (1817–1890), die Tochter des späteren Generals der Infanterie Constant Freiherr von Quadt und Hüchtenbruck.
1841 wurde er Pfarrer in Teltow und 1850 nebenamtlich Superintendent des Kirchenkreises Kölln-Land. 1854 wurde er zum vierten Hof- und Domprediger in Berlin berufen. 1863 stieg er zum dritten, 1871 zum zweiten Hof- und Domprediger auf. Von 1873 bis zu seinem Tod war er Oberhofprediger. Ab 1862 war er zugleich auch Propst des Klosters Heiligengrabe. Er wurde auf dem Domfriedhof II an der Müllerstraße in Berlin bestattet.
Mit seinen Amtskollegen Rudolf Kögel, Wilhelm Baur und Adolf Stoecker bildete er die sogenannte „Hofpredigerpartei“, der es gelang, in den beiden letzten Jahrzehnten der Regierungszeit Wilhelms I. die preußische Kirchenpolitik im konservativen Sinne umzugestalten. In der Literatur wird er gelegentlich verwechselt mit seinem entfernten Verwandten Ernst Wilhelm Hengstenberg (auch von Hengstenberg), der von 1826 bis zu seinem Tod 1869 als Theologieprofessor in Berlin wirkte und ebenfalls großen Einfluss am preußischen Hof hatte.